# Bradford Burgess
Bradford Burgess (Midlothian, Virginia, 29 de abril de 1990) es un exjugador de baloncesto estadounidense que fue profesional durante siete temporadas. Con 1,98 metros de estatura, jugaba en la posición de alero. Desde 2021 es entrenador asistente de los Oklahoma City Blue de la NBA G League.

## Trayectoria deportiva

### Universidad
Jugó cuatro temporadas con los Rams de la Universidad de la Mancomunidad de Virginia en las que promedió 11,5 puntos, 5,0 rebotes, 1,4 asistencias y 1,0 robos de balón por partido. En su primera temporada fue incluido en el emjor quinteto de novatos de la Colonial Athletic Association, mientras que en la última lo fue en el mejor quinteto absoluto de la conferencia. Su camiseta con el número 20 fue retirada por su universidad en 2015 como homenaje a su carrera, honor que compartió con Eric Maynor, Gerald Henderson, Calvin Duncan y Kendrick Warren.

### Profesional
Tras no ser elegido en el Draft de la NBA de 2012, firmó su primer contrato profesional en septiembre con el Leuven Bears de la Ligue Ethias belga. Allí jugó dos temporadas, promediando en la segunda de ellas 11,8 puntos y 5,7 rebotes por partido.
En septiembre de 2014 firmó con la Orlandina Basket italiana, donde jugó 15 partidos, promedianto 8,5 puntos y 3,6 rebotes, siendo apartado del equipo en febrero de 2015, y finalmente despedido al mes siguiente.
En agosto de 2015 se comprometió con el UBC Güssing Knights del campeonato austriaco, donde promedió 11,3 puntos y 4,9 rebotes por partido, hasta que en febrero de 2016 se comprometiera con el Falco KC Szombathely húngaro, donde acabó la temporada promediando 14,8 puntos y 4,9 rebotes.
En julio de 2016 se comprometió con el también equipo húngaro del Alba Fehérvár.